# Hieronim Władysław Sanguszko
Hieronim Władysław Sanguszko herbu Pogoń Litewska (ur. 1611, zm. w lipcu 1657) – biskup katolicki, jezuita.

## Życiorys
Święcenia kapłańskie w 1636. Od 12 grudnia 1644 sufragan wileński i tytularny biskup Methone. Od 31 maja 1655 ordynariusz smoleński. Z powodu wojny polsko-rosyjskiej zmuszony był do rezydowania poza terenem diecezji.